# Bulbophyllum bavonis
Bulbophyllum bavonis är en orkidéart som beskrevs av Jaap J. Vermeulen. Bulbophyllum bavonis ingår i släktet Bulbophyllum och familjen orkidéer. Inga underarter finns listade i Catalogue of Life.